# Astra Motors Corporation
Astra Motors Corporation war ein US-amerikanischer Hersteller von Automobilen.

## Unternehmensgeschichte
Das Unternehmen wurde am 15. Dezember 1919  in St. Louis in Missouri gegründet. Dahinter steckte die Associated Motors Corporation aus New York City. B. R. Parrott war Präsident und Schatzmeister, A. J. Kessinger Sekretär, V. C. Kloepper Chefingenieur und Andre Mertzanoff Designer. Die Produktion von Automobilen mit dem Markennamen Astra begann 1920. Es gab Pläne, die Dorris Motor Car Company aus der gleichen Stadt zu übernehmen. Allerdings war es Dorris, die Ende Januar 1920 Astra übernahm. Mitte Februar 1920 wurden fertige Fahrzeuge auf der St. Louis Automobile Show präsentiert. Im März 1920 verkündete Dorris, die Produktion fortsetzen zu wollen, und im Juni 1920 verkündete Dorris das Gegenteil. Eine Quelle meint, dass Dorris mit der Übernahme nur einen Konkurrenten aus der gleichen Stadt loswerden wollte.
Insgesamt entstanden fünf bis zehn Fahrzeuge.

## Fahrzeuge
Im Angebot stand nur ein Modell. Es bestand aus vielen zugekauften Teilen und bedurfte somit keiner langen Entwicklungszeit. Ein Vierzylindermotor von der LeRoi Company mit 25 PS trieb die Fahrzeuge an. Der Radstand betrug 274 cm. Eine Abbildung zeigt einen Tourenwagen. Die Fahrzeuge kosteten 1325 US-Dollar. Zum Vergleich: Ein etwas kürzeres und schwächeres Ford Modell T kostete als dreitüriger, fünfsitziger Tourenwagen zu der Zeit nur 675 Dollar.